# コンスタンティノス8世
コンスタンティノス8世（ギリシア語：Κωνσταντίνος Ηʹ, Kōnstantinos VIII, 960年? - 1028年11月15日）は、東ローマ帝国マケドニア王朝の皇帝（在位：1025年 - 1028年）。中世ギリシア語読みでは「コンスタンディノス」となる。

## 生涯
ロマノス2世の次男で、帝国に最盛期をもたらしたバシレイオス2世の弟にあたる。長く共同皇帝の座にあったが、実権は兄が持っており政治に関与することはなかった。
ヨハネス・スキュリツェスの年代記によると、幼少期はペゲの宮殿におり、ヨセフ・ブリンガスと対立していた宦官で祖母の弟のバシレイオス・レカペヌス（バシレイオス・ノソス）がパラコイモメノス（寝室管理長官）を務めていたと記している。
ミカエル・プセルロスによると、バルダス・フォカスの反乱においては、兄と共に出陣し、主力のやや前方の部隊にいたと記している。ヨハネス・スキュリツェスの年代記でも、兄より先に渡海したとしている。
1025年に兄が子供を残さずに死去したため正帝に即位。しかし、既に60歳を過ぎており、また政治経験もなかったことから、政治は宦官に任せて、自らは宴会や戦車競走などの娯楽に耽けるだけだった。他国からの使節が来てもボードゲームに熱中していたり、古代ローマの剣闘士競技を復活させて自ら野獣相手に戦ったという。このような状態であったので、バシレイオス2世が残した莫大な国家財産は浪費され、また東方や北方で反乱や異民族侵入の兆候があったにもかかわらず、何の対策もとられなかった。この享楽的な皇帝の下で、帝国は衰退を始めた。
コンスタンティノスには男子がいなかったにもかかわらず、後継者を選ぶことも怠っていた。死の床についてようやく次女のゾエ（既に50歳を過ぎていた）と、元老院議員で首都長官のロマノス・アルギュロスを強引に結婚させ（ロマノスは60歳を過ぎており、既に妻がいたが離縁させた）、間もなく死去。ロマノスがロマノス3世アルギュロスとして即位した。